# پاوئو میکیتین
پاوئو یان میکیتین (لهستانی: Paweł Jan Mykietyn؛ ‏[ˈpavɛw mɨˈkjɛtɨn]؛ زادهٔ ۲۰ مهٔ ۱۹۷۱) موسیقی‌دان، آهنگساز و نوازندهٔ کلارینت اهل لهستان است.
از فیلم‌ها یا مجموعه‌های تلویزیونی که وی در آن‌ها نقش داشته است، می‌توان به ترفند، همبستگی، همبستگی...، والسا: مرد امید، آنان، تاتاراک، ۱۱ دقیقه و ئیو اشاره نمود.